# Manuel Esteba
Manuel Esteba Gallego (* 17. April 1941 in Barcelona; † 4. Februar 2010 ebenda) war ein spanischer Filmregisseur und Drehbuchautor.

## Leben
Esteba, der zunächst sich für Malerei interessierte, wechselte ins Theaterfach als Regisseur. Seine filmische Karriere begann er früh als Regieassistent und inszenierte ab Mitte der 1960er Jahre etwa zwanzig Filme selbst, meist nach eigenem Drehbuch. Nach aktionsreichen Filmen, darunter einigen Italowestern zu Beginn, wandte er sich später dem Sexfilm zu. Als Pseudonym benutzte er manchmal Ted Mulligan.

## Filmografie (Auswahl)
- 1966: Fiesta mayor
- 1970: Dein Leben ist keinen Dollar wert (Veinte pasos para la muerte)
- 1972: Una cuerda al amanecer
- 1983: El E.T.E. y el oto